# Sara Teasdaleová
Sara Trevor Teasdaleová (provdána Filsingerová; 8. srpna 1884, St. Louis – 29. ledna 1933, New York) byla americká básnířka. V roce 1918 získala Pulitzerovu cenu za svou sbírku Love Songs z roku 1917. Její básně byly lyrické, obvykle klasických forem (sonety aj.).

## Život
Narodila se v bohaté rodině. Po většinu svého dětství měla chatrné zdraví, takže byla až do svých devíti let vzdělávána doma. Již jako mladá patřila do okruhu kolem básnířky Harriet Monroeové. Od roku 1904 do roku 1907 byla členkou umělecké skupiny The Potters. Podílela se na vydávání skupinového časopisu The Potter's Wheel, který vycházel jednou měsíčně. V roce 1907 publikovala v novinách svou první báseň a ještě ve stejném roce jí vyšla první básnická sbírka nazvaná Sonnets to Duse and Other Poems.
K jejím nápadníkům patřil básník Vachel Lindsay, ale nakonec se roku 1914 vdala za svého obdivovatele Ernsta Filsingera. Od roku 1916 žili v New Yorku. Filsingerovy neustálé služební cesty ji však často uvrhávaly do osamění, které nesnášela dobře. V roce 1929 se na tři měsíce přestěhovala do zahraničí, aby tím splnila tehdy zákonem žádanou podmínku pro rozvod. Filsingera ovšem vůbec neinformovala o svém záměru, takže se o něm dozvěděl, až když byl předvolán k soudu, což mu způsobilo šok. Po rozvodu Sara obnovila vztah s Vachelem Lindsayem, který byl však v té době již ženatý a měl děti. Roku 1931 Lindsay spáchal sebevraždu, Teasdaleová učinila to samé o dva roky později. Předávkovala se prášky na spaní. Oblíbená legenda tvrdí, že její báseň I Shall Not Care byla jakýmsi jejím dopisem na rozloučenou. Ve skutečnosti vyšla již roku 1915 (ve sbírce Rivers to the Sea), tedy osmnáct let před sebevraždou.